# Varen VS
| VS ist das Kürzel für den Kanton Wallis in der Schweiz. Es wird verwendet, um Verwechslungen mit anderen Einträgen des Namens Varen zu vermeiden. |

Varen (walliserdeutsch: Faru [ˈfɑrʊ]; französisch: Varonne) ist eine Munizipalgemeinde und eine Burgergemeinde im Bezirk Leuk sowie eine Pfarrgemeinde im Dekanat Leuk im Schweizer Kanton Wallis. Die örtliche Wirtschaft wird vom Weinbau dominiert.

## Geografie
Varen liegt auf der rechten Seite des Rhonetales zwischen Leuk und Salgesch. Im Süden liegt die Gemeindegrenze am Rand des breiten Flussbettes der Rhone, im Osten und Nordosten folgt sie der Dalaschlucht und weiter oben der Felswand der Schattuflüe. Im Westen bildet der Bergbach Gulantschi einen Abschnitt der Gemeindegrenze. Im Nordwesten gehört die Varneralp mit der höher gelegenen Bergweide Chumme zur Gemeinde Varen. Darüber bildet die Bergkette vom Nuseyhorn über den Trubelstock zum Tschajetuhorn den Abschluss der Varner Alplandschaft.
Mehrere Bewässerungsleitungen (Suonen) führen von den Bergbächen Wasser zur Feldflur von Varen.

## Geschichte

Luftbild (1955)

Der Ortsname ist vordeutschen Ursprungs. Es handelt sich um einen ursprünglichen Gewässernamen, der sekundär auf die Ortschaft übertragen worden ist. Er ist mit dem indoeuropäischen Stamm *var- «Wasser, Regen, Fluss» und dem keltischen Suffix -ona gebildet.
Archäologische Grabungen bezeugen eine Besiedelung Varens bereits in der Bronzezeit (8. Jahrhundert  v. Chr.). Erstmals urkundlich erwähnt wird der Ort im Jahr 1241 in einer Verkaufsurkunde eines Weinbergs. 1543 wurden die Gemeindesatzungen schriftlich festgehalten.
Anlässlich der Schlacht vom Pfynwald 1799 wurden viele französische Eindringlinge in die Dalaschlucht geworfen. Aus Rache dafür wurde die Kirche «Mariä Sieben Schmerzen» niedergebrannt.
1990 wurde die neue Verbindungsstrasse Varen-Leuk über die neu erbaute Dalabrücke eröffnet.

## Bevölkerung
| Bevölkerungsentwicklung | Bevölkerungsentwicklung | Bevölkerungsentwicklung | Bevölkerungsentwicklung | Bevölkerungsentwicklung | Bevölkerungsentwicklung | Bevölkerungsentwicklung | Bevölkerungsentwicklung | Bevölkerungsentwicklung | Bevölkerungsentwicklung |
| ----------------------- | ----------------------- | ----------------------- | ----------------------- | ----------------------- | ----------------------- | ----------------------- | ----------------------- | ----------------------- | ----------------------- |
| Jahr                    | 1798                    | 1850                    | 1900                    | 1950                    | 2000                    | 2010                    | 2012                    | 2014                    | 2016                    |
| Einwohner               | 282                     | 413                     | 484                     | 605                     | 602                     | 624                     | 614                     | 616                     | 619                     |

## Sehenswürdigkeiten
Die Kirche Mariä Sieben Schmerzen entstand nach der 1783 erfolgten Gründung der eigenständigen Pfarrei von Varen. Sie wurde in der Schlacht um Pfyn beinahe vollständig zerstört. Von 1800 bis 1804 wurde sie wieder aufgebaut und 1870 durch zwei Emporen erweitert. Das Erdbeben von 1946 und das Beben von 1960 richteten so grossen Schaden an, dass die Kirche daraufhin neu gebaut werden musste.
Sie entstand nach den Plänen des Architekten Walter Feliser. Der alte Turm wurde beibehalten und wird heute umgeben von einem vieleckigen Raum mit sechs Seiten. Die Kirchenfenster hat Anton Mutter gestaltet.

## Wirtschaft
In Varen werden auf einer Fläche von 132ha jährlich ca. 1 Million Liter Wein produziert. Neben typischen Walliser Rebsorten wie Rouge du Pays (=Cornalin du Valais, Walliser Cornalin), Chasselas, Johannisberg, der autochthonen Petite Arvine oder Cornalin d’Aoste (=Humagne Rouge, Cornalin) und Humagne Blanc werden auch Spezialitäten wie Gwäss (Gouais) und Plantscher angebaut. Das Dorf zählt zehn Kellereien, die ausschließlich als Familienbetriebe geführt werden.
Jährlich findet Ende September das Pfyfoltru-Weinfest statt. Der Pfyfoltru (walliserdeutsch für Schmetterling) ist das Symbol für das Walliser Weindorf und steht gleichzeitig für einen speziellen Pinot Noir, der nur unter bestimmten Auflagen in und um Varen produziert wird.

## Persönlichkeiten
- Joseph Alexis Julier von Badenthal (1718–1798), k.k. Hofrat
- Gilbert Loretan (* 1963), Grossrat (2001–2013), Grossratspräsident (2009–2010)
- Brigitte Albrecht-Loretan (* 1970 in Lax VS), ehemalige Skilangläuferin, wohnhaft in Varen
- Didier Plaschy (* 1973), ehemaliger Schweizer Skirennfahrer

## Galerie

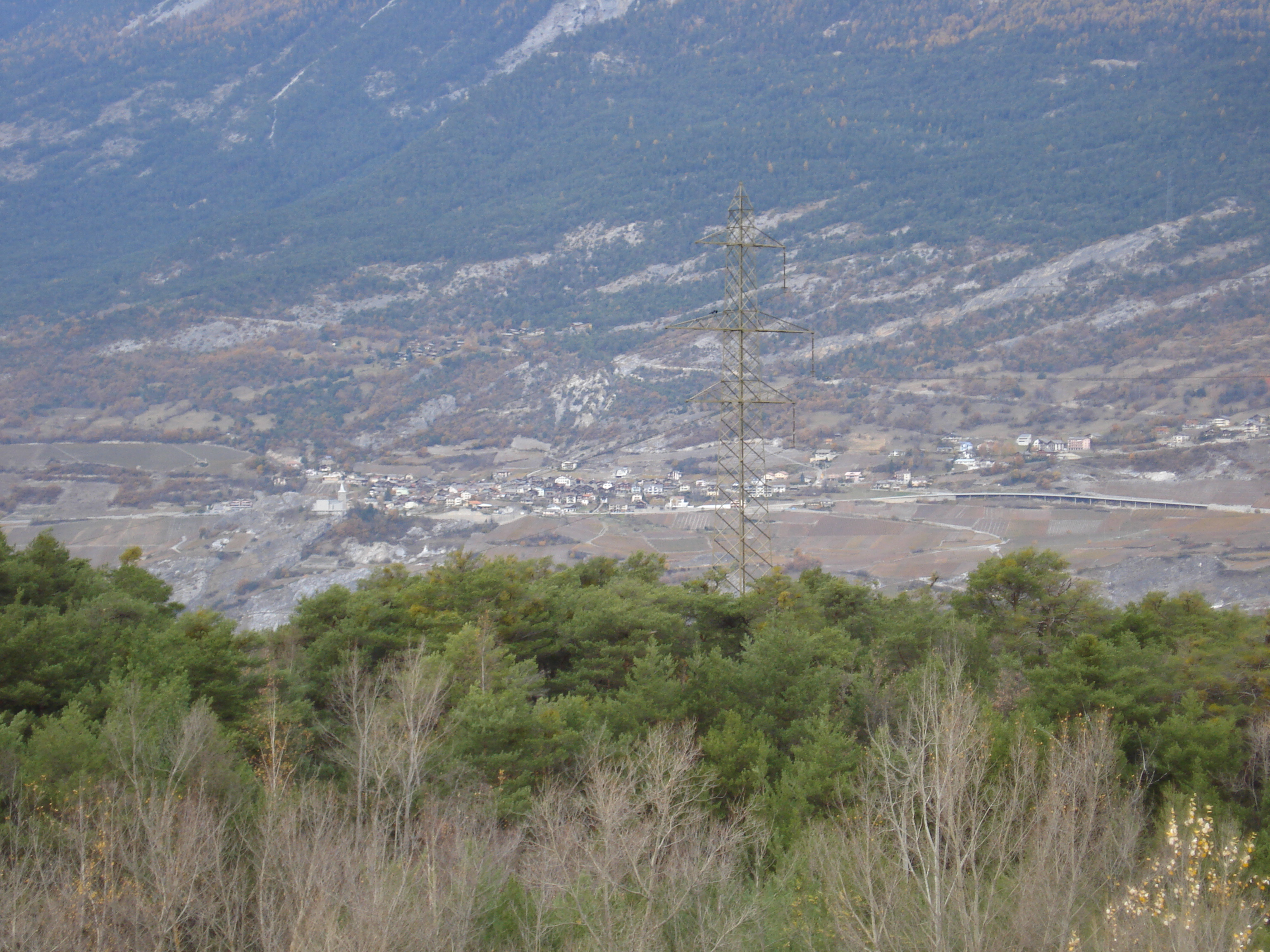
Varen aus dem Pfynwald
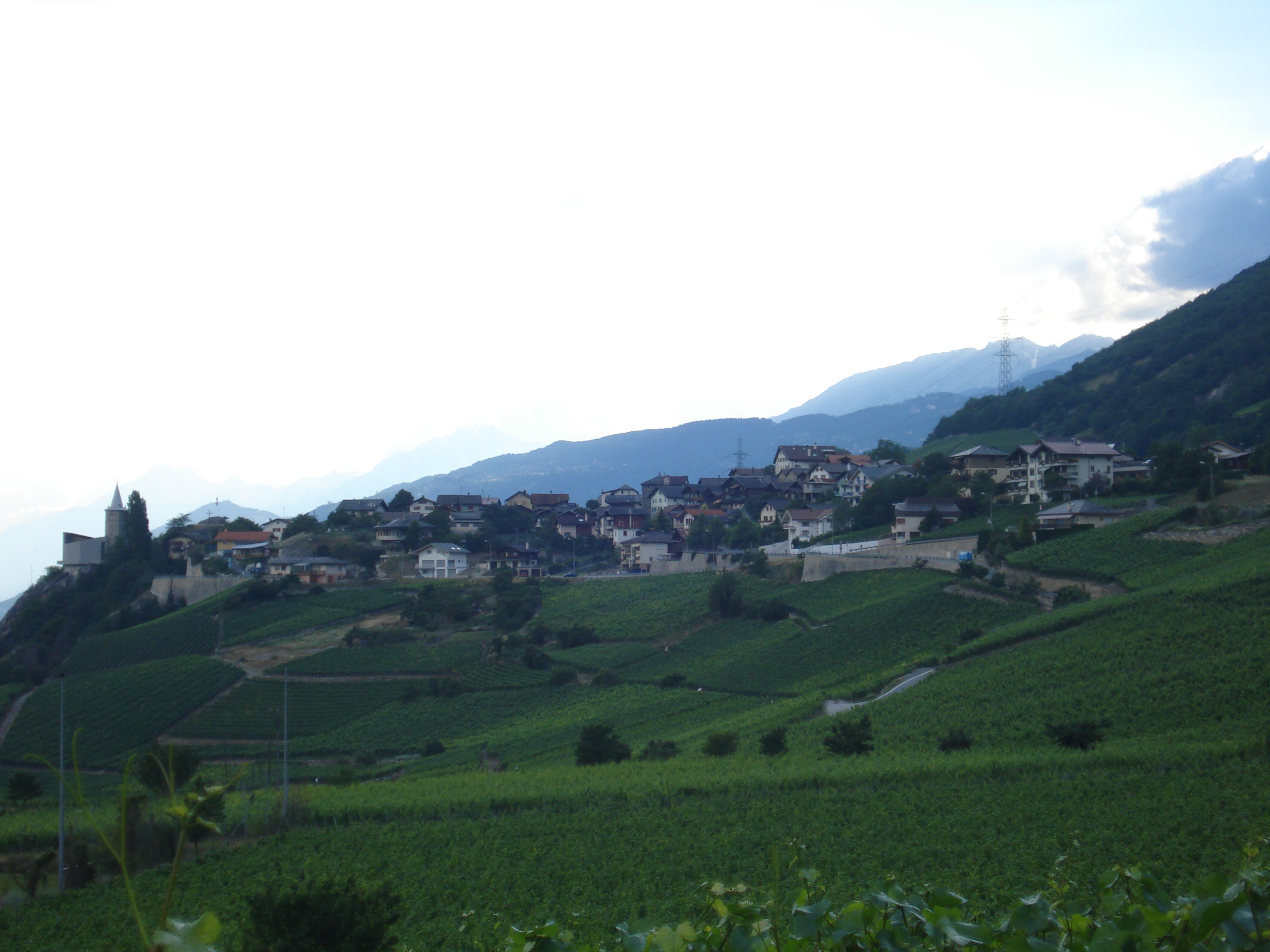
Varen aus Osten
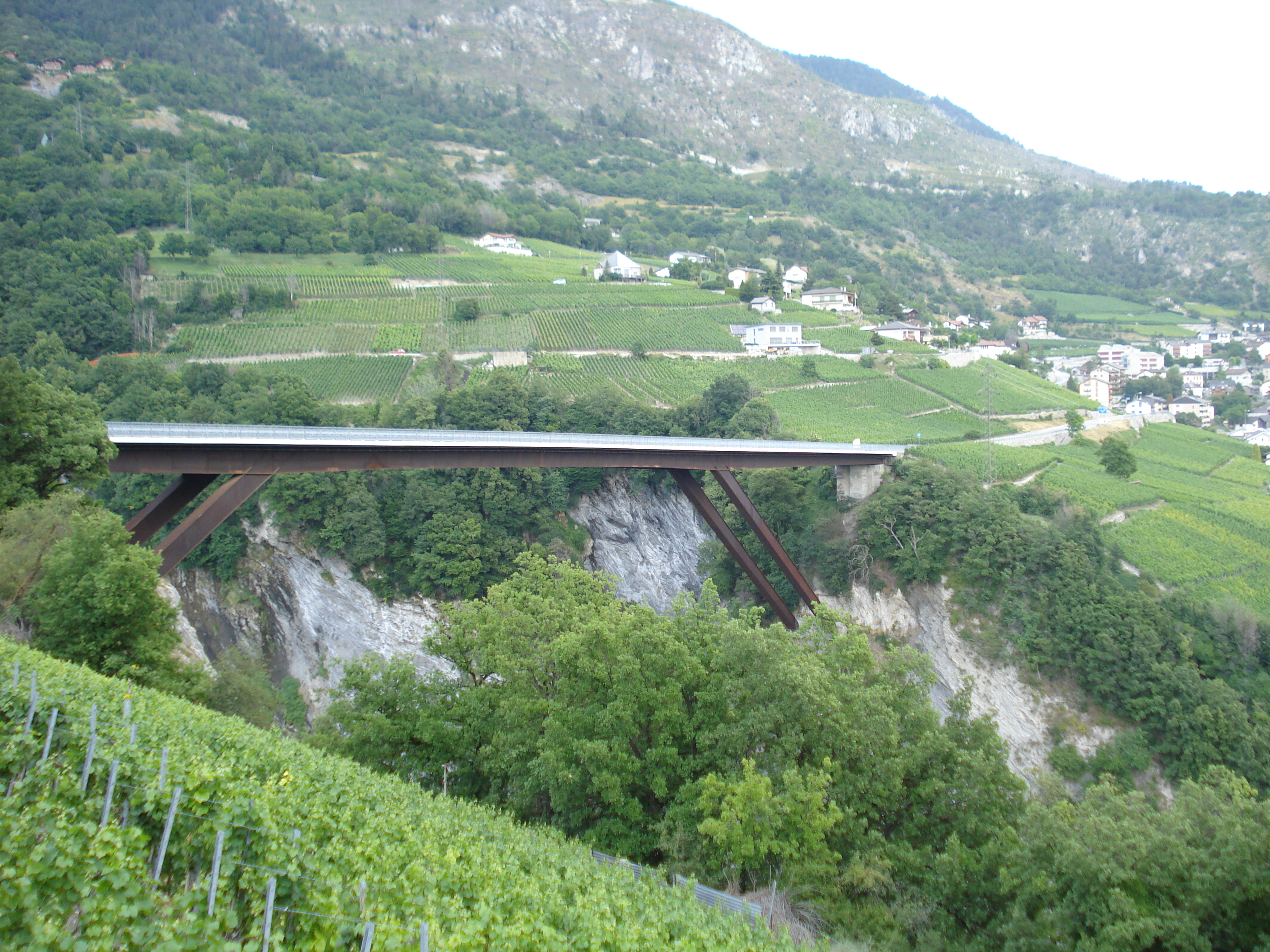
Varnerbriggu, von Leuk nach Varen
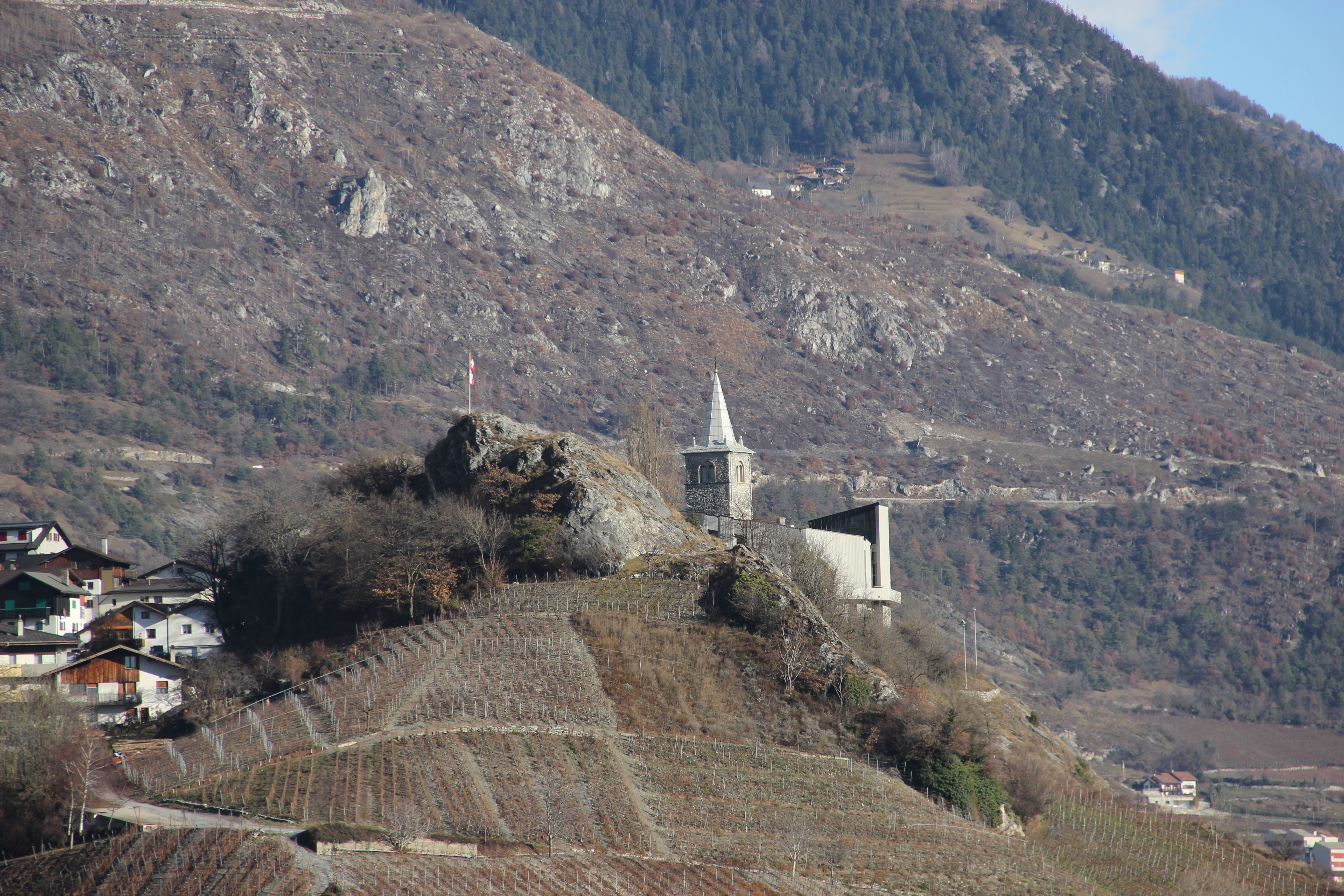
Kirche Sieben Schmerzen Mariä